# 普蘭斯特·馬福德
普蘭斯特·馬福德（Prentice Mulford，1834年—1891年），為美國知名的幽默作家，除此之外，也是新思想運動的提倡者。

## 生平
普蘭斯特·馬福德生於紐約薩格港，1856年時，航行到加州並在那裡住了16年。在這段期間，馬福德花了幾年待在採礦鎮，試著在金銀銅礦中，找到屬於他的好運。離開了採礦的生活，馬福德在山克拉門都（加州首府）的加州議會尋求工作。雖然他有被提名，卻沒被選上。他回到舊金山，開始為每週發行的報社《黃金時代》工作。
馬福德用了五年的時間，從事寫作與編輯不同專題，被許多舊金山人稱為Bohemian(一作波希米亞人，二作放蕩不羈的文化人)，因為他漠視金錢。馬福德在他的自傳中述說「貧困為贊成更多的智慧而論辯」（普蘭斯特.馬福德的故事130）。
他開始聞名，因幽默的寫作風格和生動的描寫採礦和海洋的生活。在1872年，馬福德回到紐約，成為有名的風趣講師、作家（作散文與詩）、以及專欄作家（紐約的「每日圖案」），從1875到1881。馬福德也參與促成知名的哲學發展——新思想運動，與其他有名的作家一起，包括拉爾夫·沃爾多·愛默生。馬福德的著作《思想及物質》被當作新信仰系統的指導，到今日都還很有名。

## 部份作品
- 《思想及物質》(1889)
- 《如何運用你的力量》 (1907)
- 《理解的天賦》
- 《精神的天賦》 (1917二次校正結束)
- 《普蘭斯特·馬福德的故事：陸地與海之間的生活》 (1889)